# Ernest Hałas
Ernest Hałas (ur. 10 października 1941) – polski lekkoatleta, specjalizujący się w biegach sprinterskich, medalista mistrzostw Polski, reprezentant Polski.

## Życiorys
Był zawodnikiem Naprzodu Rydułtowy.
Na mistrzostwach Polski seniorów zdobył dwa medale: srebrny na 200 metrów i brązowy na 100 metrów, oba w 1968. 
Dwukrotnie wystąpił w meczach międzypaństwowych. W 1967 przeciwko RFN w trzech konkurencjach (bez zwycięstw indywidualnych), w 1968 przeciwko Szwajcarii w trzech konkurencjach (jedno zwycięstwo w sztafecie 4 x 100 metrów).

## Rekordy życiowe
- bieg na 100 metrów
  - stadion – 10,4 (Bytom 1967)
- bieg na 200 metrów
  - stadion – 21,2 (Sofia 1968)